# Српска православна црква Светог Јована Златоустог у Силбашу
Српска православна црква Светог Јована Златоустог у Силбашу, месту у општини Бачка Паланка, подигнута је у другој половини 18. века, у периоду од 1755. до 1790. године, представља непокретно културно добро као споменик културе од великог значаја. 
Црква у Силбашу, посвећена Светом Јовану Златоустом је једнобродна грађевина издужене основе са петостраном олтарском апсидом и плитким правоугаоним певницама. Наос је подељен на три травеја, док је барокни звоник дозиђивањем двеју бочних просторија звоник је 1839. године спојен са простором наоса.
Архитектонским решењем црква у Силбашу стилски се везује за облике цркве Светог Георгија у Сомбору, која је читаве три деценије била градитељски узор за већину сеоских храмова у околини. Фасаде храма скромно су украшене. Око прозора је једноставна профилација, а на певницама су пиластри с капителима. У другој половини 18. века постављен је иконостас са барокном резбаријом и иконама непознатих мајстора. Распоређене су на соклу, зонама престоних, апостолских и пророчких икона, са Распећем на врху. Делимична конзервација иконостаса обављена је 1967. године.